# واحد علی‌اکبروف
وحید علی‌اکبروف (به ترکی آذربایجانی: Vahid Yusuf oğlu Ələkbərov) (به روسی: Вагит Юсуфович Алекперов) (زاده ۱ سپتامبر ۱۹۵۰) تاجر و کارآفرین روس/آذربایجانی است، که بنیانگذار و مدیر عامل شرکت نفتی لوک اویل در کشور روسیه می‌باشد.
او در سال ۱۹۵۰ در شهر باکو، جمهوری آذربایجان از پدری که اهل آذربایجان بود، متولد شد. در آخرین رتبه‌بندی مجله فوربس، علی‌اکبروف به عنوان هشتمین فرد ثروتمند روسیه، با سرمایه‌ای معادل ۱۴ میلیارد دلار شناخته شد. وی هم‌اکنون در فهرست ثروتمندترین افراد جهان، رتبه ۵۰ را به خود اختصاص داده‌است.